# Bright Arrey-Mbi
Bright Akwo Arrey-Mbi  (sinh ngày 26 tháng 3 năm 2003) là một cầu thủ bóng đá chuyên nghiệp người Đức thi đấu ở vị trí hậu vệ cho câu lạc bộ Hannover 96 tại 2. Bundesliga theo dạng cho mượn từ Bayern München.